# スポ魂★ながさき
『スポ魂★ながさき』（スポこん ながさき）は、2018年4月8日から長崎文化放送で放送されているスポーツ番組である。通称『スポ魂』。
長崎県内のスポーツシーンを盛り上げていくことをコンセプトにした番組で、地元のクラブやサークルで活動しているアスリートや地元出身のアスリートたちの躍進を毎回生放送で伝えている。司会は、長崎文化放送アナウンサーの吉永龍司と宮﨑真実が務めている。
番組スタート時は毎週日曜16:00だったが2019年4月に『ビートたけしのTVタックル』の放送日時移動に伴い毎週月曜18:30に移動、現在に至っている。
毎週月曜から金曜まで放送している地域ニュースの『NCCスーパーJチャンネル長崎』は月曜のみ18:15から15分間に短縮して放送している。
平日の18時台後半はNHK、民放とも地域ニュースに充てているがこのような編成は全国的にも珍しい。
放送日を月曜の18時台に移動したことにより多くの視聴者に視聴してもらえるほか週末に行われた競技を詳しく伝えることができるようになった。

## 出演者
特記の無い人物は全員nccアナウンサー。

### 現在の出演者
- 岩本忠成（2023年4月3日 - ）
- 宮﨑真実（2018年4月1日 - ）

### 過去の出演者
- 吉永龍司（2018年4月1日 - 2023年3月27日）

## 放送時間
いずれも日本標準時。
- 日曜 16:00 - 16:30（2018年4月8日 - 2019年3月24日）
- 月曜 18:30 - 19:00（2019年4月1日 - ）

## コーナー
- スポ魂☆速報＆LIVE
- 全国＆TOKYOへの道
- 高校野球100回目の夏
- ながさき☆運動部
- スポ魂☆映え